# Willingen Six
Willingen Six (w latach 2018–2020 jako Willingen Five) – turniej w skokach narciarskich organizowany w ramach Pucharu Świata w latach 2018–2021.
Zawody odbywają się na skoczni Mühlenkopfschanze w Willingen. Zwycięzcą klasyfikacji generalnej zostaje zawodnik, który uzbiera największą liczbę punktów we wszystkich sześciu (do 2021 pięciu) punktowanych seriach, na które składają się sumy wyników uzyskane z dwóch kwalifikacji (w pierwszych trzech edycjach przeprowadzano tylko jedne kwalifikacje), oraz rezultaty z dwóch konkursów indywidualnych. 
Za zwycięstwo w Willingen Six zawodnicy, poza nagrodami przyznawanymi regulaminowo przez Międzynarodową Federację Narciarską, otrzymują dodatkowe premie pieniężne i nagrody rzeczowe. 
Od 2021 pula nagród wynosi 30 tys. euro do podziału (15 tys. euro za 1. miejsce, 10 tys. euro za 2. miejsce, 5 tys. euro za 3. miejsce) W latach 2018–2020 honorowany był jedynie zwycięzca, który otrzymywał premię finansową w wysokości 25 tys. euro.
Tylko w latach 2018 i 2019 udało się rozegrać wszystkie planowane serie. W 2020 odwołany został drugi konkurs indywidualny (odbyły się trzy z pięciu serii), zaś w 2021 odwołano kwalifikacje do drugiego konkursu, jak i jego drugą serię (odbyły się cztery z sześciu serii). 

## Skocznia
| Nazwa skoczni | Nazwa skoczni     | Miejscowość | K    | HS    | Rekord skoczni | Rekord skoczni  | Rekord skoczni |
| ------------- | ----------------- | ----------- | ---- | ----- | -------------- | --------------- | -------------- |
|               | Mühlenkopfschanze | Willingen   | K130 | HS147 | 153,0 m        | Klemens Murańka | 29.01.2021     |

## Podium klasyfikacji generalnej Willingen Six
| Edycja | Rok  | 1. miejsce            | 2. miejsce           | 3. miejsce          |
| ------ | ---- | --------------------- | -------------------- | ------------------- |
| 1      | 2018 | Kamil Stoch           | Johann André Forfang | Daniel-André Tande  |
| 2      | 2019 | Ryōyū Kobayashi       | Piotr Żyła           | Karl Geiger         |
| 3      | 2020 | Stephan Leyhe         | Stefan Kraft         | Marius Lindvik      |
| 4      | 2021 | Halvor Egner Granerud | Daniel-André Tande   | Markus Eisenbichler |